# Església monòlit de Saint-Émilion

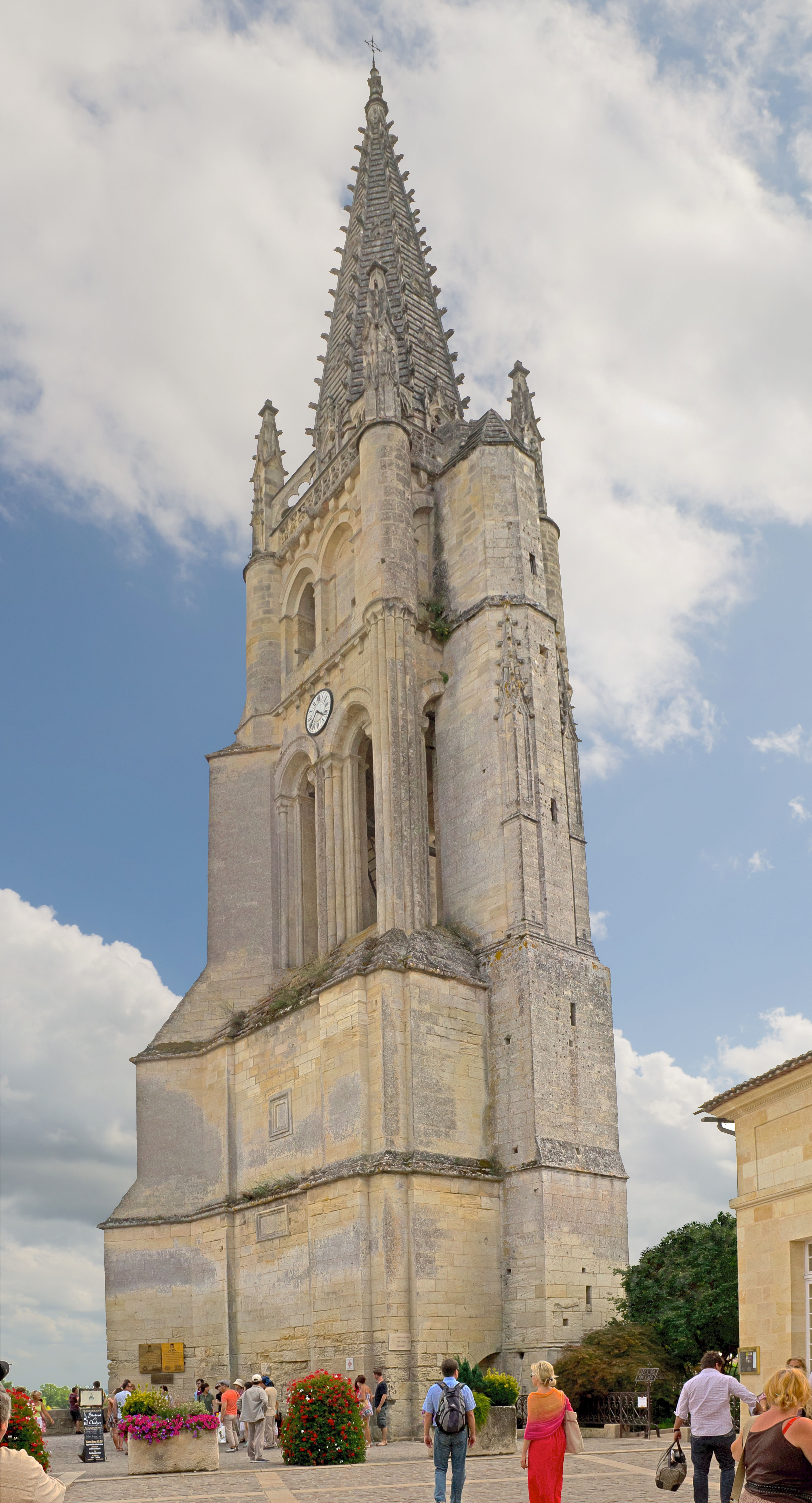
El campanar

L'església monòlit de Saint-Émilion està completament cavada a la roca calcària sota terra; té una alçada que sembla una catedral soterrada. És la més vasta d'Europa per les seves dimensions.
Aquesta església és el resultat de l'ampliació de coves. Es diu que els monjos que la van excavar van arribar a ser cinquanta-cinc en alguns moments. L'interior sorprèn tant per l'amplitud de les naus, tallades a la pedra, com pel tall perfectament regular de les voltes i dels pilars quadrangulars. Un baix relleu en el fons de la nau central representa dos àngels guardians de les portes del Paradís.

## El campanar
El campanar situat exactament sobre l'església monòlit començà a ser construït al segle xii. Tanmateix, sols la planta baixa i el primer pis daten d'aquesta època. Els segon i tercer pisos són construïts al segle xiii i s'acabà totalment amb l'escala inclosa al final de l'edat mitjana, a finals del segle xv.